# Drève du Maréchal
La drève du Maréchal (en néerlandais: Marechaldreef) est une drève de la commune bruxelloise d'Uccle, dans la Forêt de Soignes.